# 디지털 시계

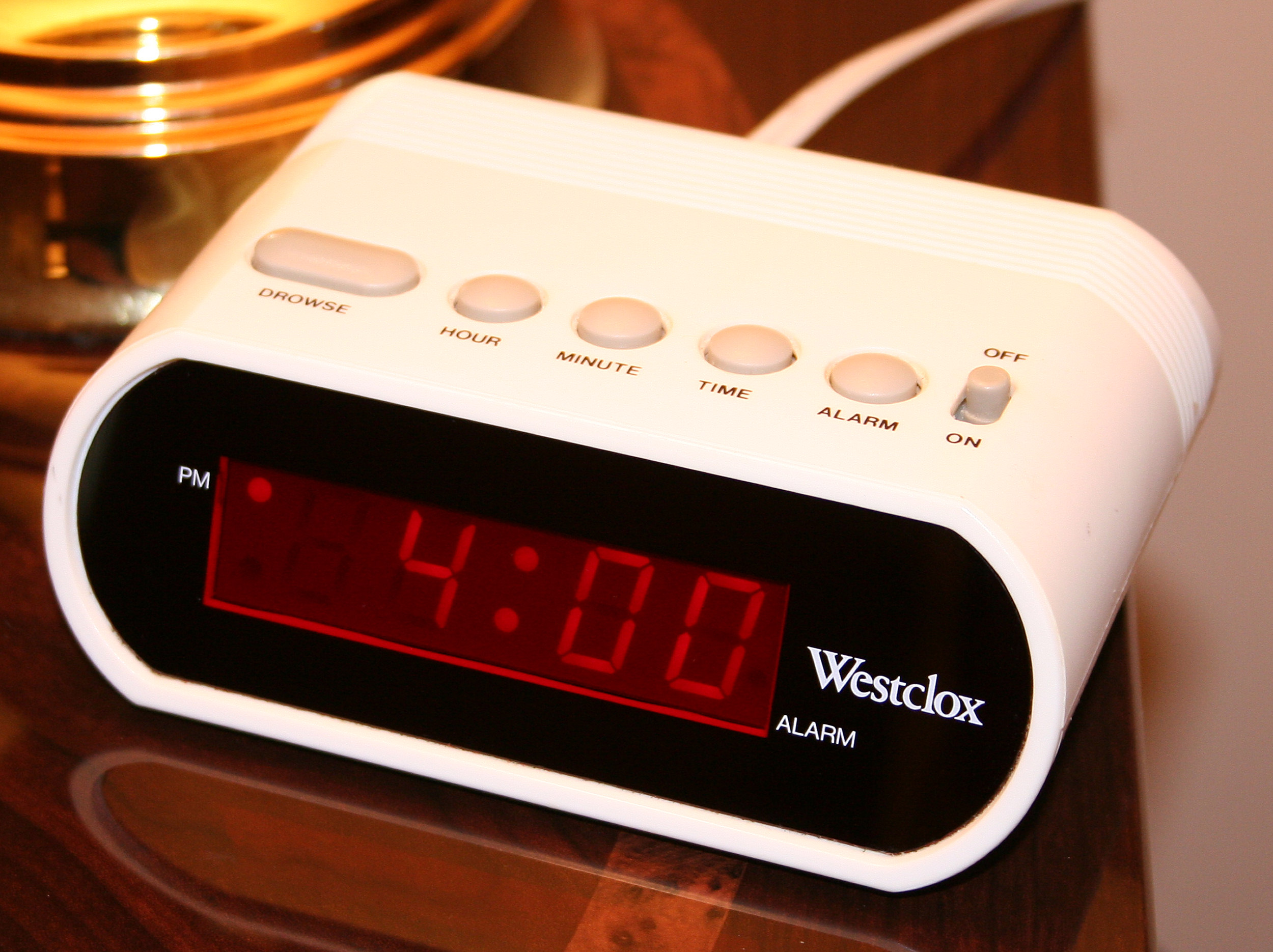
라디오가 없는 기본 디지털 알람시계이다. 디스플레이 왼쪽 상단의 표시는 시간이 오전 4시가 아닌 오후 4시(16:00)임을 나타낸다.

디지털 시계(digital clock)는 아날로그 시계와 달리 시간을 디지털 방식(예: 숫자 또는 기타 기호)으로 표시한다.
디지털 시계는 흔히 전자 드라이브와 연관되어 있지만 "디지털" 설명은 드라이브 메커니즘이 아닌 디스플레이에만 해당된다. (아날로그 시계와 디지털 시계 모두 기계식 또는 전자식으로 구동할 수 있지만 디지털 디스플레이를 갖춘 "시계태엽" 메커니즘은 거의 없다.)

## 역사
최초의 디지털 회중시계는 1883년에 "점프 아워" 메커니즘을 만든 오스트리아의 엔지니어 요제프 폴베버(Josef Pallweber)의 발명품이었다.